# Нунчаку
Нунчаку  (на японски: ヌンチャク) е традиционно оръжие от Окинава. Първоначално е инструмент за лющене на ориз, който впоследствие бива използван от населението на Китай и Япония като бойно оръжие. Налагало им се е да приспособяват подръчните селскостопански инструменти за самозащита, при евентуална атака от самураите. Състои се от 2 ошлайфани пръчки, свързани посредством въже или верига.
В бойните изкуства се използва широко (в стилове на карате, ушу, нинджуцу и джоджо) за тренировки и като оръжие.

## Още
- Сай
- Бо за боджуцу (изкуството на тоягата) [1]
- Тонфа
- Кама
- Теко